# Via Julia Augusta

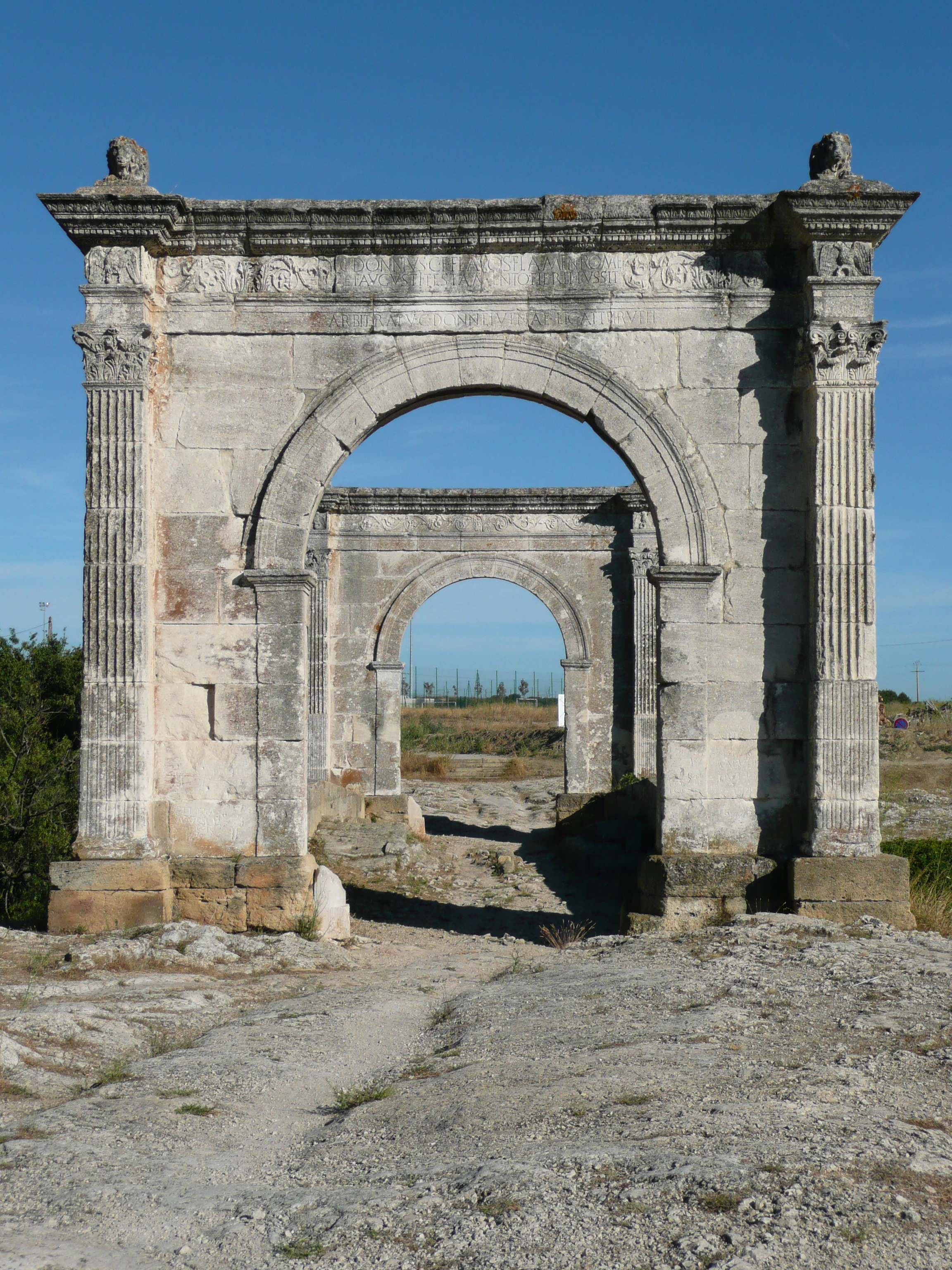
Via Julia Augusta går över Pont Flavien i södra Frankrike

Via Julia Augusta är en romersk väg som binder samman Via Aemilia Scauri med Via Postumia. 
Denna väg tog en i huvudsak befintlig rutt, men dess utmärkning med imponerande milstolpar, numrerade utifrån Rom, gör den till en av de största anläggningarna som utfördes av det växande romerska imperiet. Vägen låg i förfall i början av 100-talet och restaurerades under 200-talet av Hadrianus och Caracalla. 
Vägen löper från Colonia Placentia, nuvarande Piacenza till Arelate, (nuvarande Arles), i Transalpinska Gallien, i början västerut längs kanten av Poslätten till Derthona (Tortona), sedan söderut till Liguriens kust. Där bildade den en kontinuerlig väg västerut längs de liguriska bergens branta sluttningar ner mot havet. Vägen går till Vada Sabatia (Vado Ligure), Albingaunum (Albenga) and Album Intimilium (Ventimiglia i Italien), fortsätter till La Turbie (ovanför Monaco), där dess ursprungliga sträckning markerades med en triumfbåge. Vägen utökades senare, drog sig bort från kusten via floden Laghet, norr om Nizza och västerut till Arles där den gick ihop med Via Domitia.
Vägen började anläggas 13 f.Kr. av Augustus, och underhållsarbetena blev sedan upprepade gånger utförda av senare kejsare. Vid tiden omkring 420 e.Kr, när Rutilius Namatianus återvände till Gallien från Italien, tog han sina fartyg genom Alpes-Maritimes hellre än att lite på den förfallna vägen. Då Tobias Smollett 1764 gjorde en liknande resa använde han hellre havet än vägarna längs kusten, vilka bara lämpade sig för "åsnor och fotvandrare". Vägens framkomlighet blev inte återställd förrän på Napoleons tid.

## Romerska broar
Längs vägen finns lämningar av ett antal romerska broar, däribland Pont des Esclapes, Pont Flavien, Pontaccio, Ponte dell’Acqua, Ponte delle Fate, Ponte delle Voze, Ponte Lungo, Ponte sul Rio della Torre, Primo Ponte di Val Ponci, Quarto Ponte di Val Ponci och Pontetto.
- Wikimedia Commons har media som rör Via Julia Augusta.

Den här artikeln är helt eller delvis baserad på material från engelskspråkiga Wikipedia.